# Потрясение (фильм, 1988)
«Потрясе́ние» (англ. Astonished) — американский художественный фильм в жанре психологического триллера. Сценарий отталкивается от романа «Преступление и наказание» Ф. М. Достоевского, который указан в титрах как «консультант по сюжету».

## Сюжет
Соня Иванова — эмигрантка из Европы, живущая в Нью-Йорке, её имя — отсылка к героине Фёдора Михайловича Достоевского Сони Мармеладовой. Она вынуждена снимать квартиру у гангстера, который по совместительству является ещё и сутенёром. За квартиру Соня вынуждена платить ему своим телом.
Однажды Соня видит, как сутенёр бьёт одну из своих девочек. Соня вмешивается и в порыве гнева убивает его ножом, а вслед за этим и случайно забежавшую его клиентку, которая стала невольной свидетельницей случившегося. Но оказывается, что за квартирой гангстера следила полиция и о совершённом преступлении догадывается детектив Вайли.
Теперь у Сони начинается игра в «кошки-мышки» с детективом. Тот знает, что преступление совершила она, и хочет добиться от неё признания. Но Соня не испытывает раскаяния, как Родион Раскольников, она убегает вместе с одним бразильским певцом. Фильм заканчивается на берегу моря в Рио-де-Жанейро, Соня рассказывает нам о произошедшей истории. Преступление она совершила, а наказания не получила.

## В ролях
- Лилиана Коморовска — Соня / Люсиль
- Томми Холлис — Иван / Фёдор
- Кен Райан — детектив Джона Вайли
- Чарльз С. Даттон — Уайт
- Тереза Мерритт
- Кеннет Райен
- Уильям Феллер
- Джон Гулд Рубин
- Дженнифер Хармон
- Кимберли Флинн
- Рег Кэти
- Фредерик Нойманн
- Марисса Чибас